# 鈴木穆

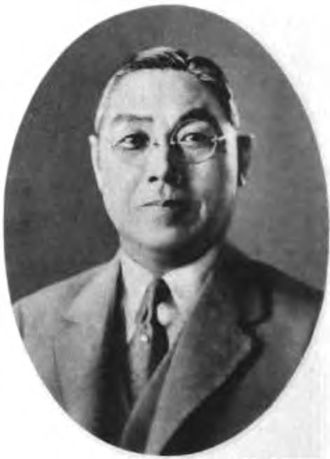
鈴木穆

鈴木 穆（すずき しずか、1874年（明治7年）8月18日 - 1933年（昭和8年）8月23日）は、朝鮮総督府官僚。

## 経歴
東京府出身。神田共立中学（現開成中）、第一高等中学（一高）を経て、1899年（明治32年）、東京帝国大学法科大学を卒業。1902年、福山藩士町野精蔵次女鈴子と結婚。大蔵書記官を経て、朝鮮総督府で度支部司税局長、度支部長官・臨時土地調査局長、朝鮮銀行副総裁を歴任した。
1925年（大正14年）に退任後は、京都電機株式会社取締役会長を務め、1932年（昭和7年）からは関東軍司令部嘱託、関東軍特務部財政経済顧問となり、満州に駐在。翌年、パラチフスに罹患し永眠す。多磨霊園(12-1-1-3)に埋葬さる。

## 親族
- 鈴木禎次 - 実兄。日本の建築家。名古屋工業大学教授。夏目漱石の相婿（妻同士が姉妹）。「名古屋をつくった建築家」とも呼ばれる。
- 宮澤俊義 - 長女の夫。貴族院議員、東京大学教授。憲法学の権威。文化功労者。プロ野球機構第４代コミッショナーを務める。

## 夏目漱石との交流
漱石の満韓旅行（1909年9月2日～10月17日）のおり、鈴木穆宅（京城旭町在）に逗留した（9月30日～10月13日）。そのことを漱石は後に日記でこう触れている。（1911年5月9日、東京西片町での妹鈴木幸世の婚礼披露において）”鈴木さんの朝鮮から連れて来た二人の男の子が、後ろから来て自分の頭を撫でていった。「おいおぼえているか」と云ったら「知らないや」と答えた。””鈴木の御父さんが御前は夏目さんには始めてだろうと言ったら鈴子さんがとぼけて、始めましてと自分に挨拶をしたから自分も始めましてと頭を下げた。夫丈（それだけ）では物足らなかったから、いつもお達者で・・と付け加えておいた。実際朝鮮では鈴子さんのうちに二週間も世話になっていたのである。”